# 1847년 공황
1847년 공황(영어: Panic of 1847)은 1847년 3월 초 아일랜드 대기근 구호를 위한 정부 차입금 발표로 인해 촉발되었을 가능성이 있는 영국의 주요 상업 및 은행 위기였다. 이는 1840년대 철도 산업 호황의 종식과 많은 비은행 대출 기관의 파산과도 관련이 있다. 이 위기는 1847년 4월과 1847년 10월 두 단계로 구성되었으며, 10월의 위기는 '테러의 주'로 알려질 만큼 더 심각했다.

## 배경
영국 경제를 안정화하려는 시도로 로버트 필 총리가 이끄는 정부는 1844년 은행 헌장법을 통과시켰다. 이 법은 잉글랜드 은행의 유통될 수 있는 지폐의 최대량을 정하고, 유통되는 돈을 뒷받침하기 위해 일정량의 금과 은을 예비금으로 보유하도록 보장했다. 또한, 이 법은 불환 허용치 이후에 금 또는 은 예비금이 비례적으로 증가해야만 유통되는 통화 공급을 늘릴 수 있도록 요구했다. 따라서 잉글랜드 은행과 영국 통화는 금이 해외로 유출되거나 국내에서 인출되어 지폐의 뒷받침이 줄어들 위험에 처했다. 1847년에는 대규모 금 유출이 발생했으며, 잉글랜드 은행이 정부로부터 법 위반에 대한 면책 편지를 받자 이 법은 '중단'되었다. 통화 시장의 위기는 법 위반 없이 거의 즉시 종료되었다.
1847년 공황은 수많은 사업체와 상업 기업을 정리했으며, 당시 더 타임스의 특파원 데이비드 모리어 에번스에 의해 기록되었다.

## 위기의 진행
1847년 초 약 1,500만 파운드였던 잉글랜드 은행의 금 보유고는 1847년 3월 1일 아일랜드 대출 발표 이후 특히 급격히 감소하여 1847년 4월 17일 약 900만 파운드까지 떨어졌다. 은행이 법적으로 유통할 수 있는 지폐 예비금도 낮은 수준에 도달했다. 1847년 4월 17일, 기근 구호 비용이 아일랜드의 지방세로 전가될 것이라고 발표되면서 금 보유고와 지폐 예비금이 증가하기 시작했다. 그러나 미국 투자 및 영국 식량 수입을 위한 자본 유출이 회복세를 압도했고, 두 지표 모두 1847년 10월에는 새로운 최저 수준에 도달했다. 회복은 1847년 10월 25일 총리와 재무장관이 잉글랜드 은행 총재에게 보낸 서신으로 정부가 1844년 은행 헌장법을 '중단'하면서 시작되었다.

## 설명
금본위제와 통화주의 이론의 지지자들은 1847년 위기의 영향을 최소화하고 이를 통화 공급과 연결시키려 했다. 특히 네빌 워드-퍼킨스는 이 위기를 인위적이고 직접적인 이해관계를 가진 사람들에 의해 과장되었다고 묘사했다. 오스트리아 학파의 스페인 경제학자 헤수스 우에르타 데소토의 다음 설명은 오스트리아 경기 순환 이론에 기반을 두고 있다:
1840년부터 신용 팽창이 영국에서 재개되어 프랑스와 미국 전역으로 확산되었다. 수천 마일의 철도 노선이 건설되었고 주식 시장은 대부분 철도 주식에 유리한 끊임없는 성장기에 들어섰다. 그리하여 1846년 영국에서 경제 위기가 닥칠 때까지 투기 운동이 시작되었다. 흥미롭게도 1844년 7월 19일, 필의 후원 아래 영국은 리카르도의 통화학파의 승리를 상징하며 금으로 완전히 뒷받침되지 않는 어음 발행을 금지하는 은행 헌장법을 채택했다. 그럼에도 불구하고 이 조항은 예금 및 대출과 관련하여 확립되지 않았으며, 그 규모는 불과 2년 만에 5배 증가했는데, 이는 투기의 확산과 1846년에 발생한 위기의 심각성을 설명한다.
다른 설명들은 은행 학파의 금융 위기 이론에 초점을 맞추고 있으며, 이 위기를 잉글랜드 은행의 이자율 관리, 특히 아일랜드 대출 증가에 대한 통화 시장의 우려 상황과 연관시킨다.

## 결과
데이비드 모리어-에번스는 1847년 8월부터 1848년 12월 사이에 파산한 450개 이상의 기업을 나열했다.
아일랜드 기근 구호 대출 계획이 실패하자 헨리 그레이 3세는 잉글랜드 은행 중앙은행 모델에 대한 대체 통화 시스템 계획을 개발했다. 이는 통화 위원회로 알려지게 되었고, 그레이는 제임스 윌슨 및 모리셔스 식민 정부와 협력하여 모리셔스에 최초의 통화 위원회를 설립했다.

## 같이 보기
- 금본위제
- 대공황
- 장기불황

## 내용주
1. ↑  Read, Charles (2022). 〈Chapter 4〉. 《The Great Famine in Ireland and Britain's Financial Crisis》. The Boydell Press. ISBN 9781800106284.
2. ↑  Evans, D. Morier (1848). 《The Commercial Crisis 1847-1848》 (영어). London: Letts. 56쪽.
3. ↑  Turner, John (2014). 《Banking in crisis : the rise and fall of British banking stability, 1800 to the present》. Cambridge University Press. 72–75쪽. ISBN 9781139380874.
4. ↑  Campbell, Gareth. (2010) “Two Bubbles and a Crisis : Britain in the 1840 s.”
5. ↑  Read, Charles (2023). 《Calming the Storms: The Carry Trade, the Banking School and British Crises Since 1825》 (영어). Switzerland: Palgrave Macmillan. 138–142, 156쪽. ISBN 9783031119132.
6. ↑  R, Dornbusch, J. A. Frenkel (1984). 《The Gold Standard and the Bank of England on the Crisis of 1847 in A Retrospective on the Classical Gold Standard》 (영어). Chicago: University of Chicago Press. 233–276쪽.
7. ↑  See note 238 contained in the Collected Works of Karl Marx and Frederick Engels: Volume 12 (International Publishers: New York, 1979) pp. 669-670.
8. ↑  See note 238 contained in the Collected Works of Karl Marx and Frederick Engels: Volume 12 pp. 669-670.
9. ↑  John Turner, Banking in Crisis (Cambridge U. Press, 2014) pp. 74.
10. ↑  id.; Glasner, David (1997). 〈Crisis of 1847〉.   Glasner, David; Cooley, Thomas F. 《Business cycles and depressions: an encyclopedia》. New York: Garland Publishing. 125–28쪽. ISBN 0-8240-0944-4.
11. ↑  Evans, David Morier (1849). 《The Commercial Crisis, 1847-1848: Being Facts and Figures》. London.
12. ↑  C. Read., Calming the Storms (Palgrave Macmillan, 2023) pp. 145-146
13. ↑  Read, C. (2022). 《The Great Famine in Ireland and Britain's Financial Crisis》 (영어). London: The Boydell Press. 148–149쪽. ISBN 9781783277278.
14. ↑  C. Read., Calming the Storms (Palgrave Macmillan, 2023) pp. 146-147.
15. ↑  C. Read., Calming the Storms (Palgrave Macmillan, 2023) p. 157.
16. ↑  C. Read., Calming the Storms (Palgrave Macmillan, 2023) p. 75.
17. ↑  C. N.  Ward-Perkins, 'The Commercial Crisis 1847' Oxford Economic Papers (1950) 2 pp. 75-94.
18. ↑  “Money, Bank Credit, and Economic Cycles” (PDF). 2014년 8월 18일.
19. ↑  C. Read., Calming the Storms (Palgrave Macmillan, 2023) p. 154.
20. ↑  D. M. Evans, The Commercial Crisis of 1847 (London: Letts, 1848) Appendix.
21. ↑  Read, Charles (2022). 《Calming the storms : the carry trade, the banking school and British financial crises since 1825》. Cham, Switzerland. 153쪽. ISBN 978-3-031-11914-9. OCLC 1360456914.
22. ↑  Grey, Henry, 3rd Earl (1842). 《Thoughts on the Currency》 (영어). London: Ridgeway.
23. ↑  Read, Charles (2022). 《The Great Famine in Ireland and Britain's financial crisis》. Woodbridge. 236–244쪽. ISBN 978-1-80010-627-7. OCLC 1365041253.